# Alerte rouge (film, 2022)
Pour les articles homonymes, voir Alerte rouge.
Série Classiques d’animation Pixar
Luca
(2021) Buzz l'Éclair
(2022)
Série
 Turning Red 2 
(2026)
Pour plus de détails, voir Fiche technique et Distribution.
Alerte rouge (Turning Red) est un film d'animation en images de synthèse américain co-écrit et réalisé par Domee Shi,, sorti le 11 mars 2022, sur Disney+.
Il s'agit du premier long métrage de la réalisatrice et du 25e film produit par les studios Pixar.
Le film présente Mei, une sino-canadienne à Toronto, qui découvre qu'elle se transforme en panda roux lorsqu'elle ressent une émotion trop forte. Elle doit à tout prix cacher ce pouvoir aux gens, pour éviter de les effrayer.

## Synopsis
En 2002 à Toronto, Meilin "Mei" Lee, qui vit avec ses parents d'origine chinoise, Ming et Jin, aide à prendre soin du temple familial dédié à leur ancêtre Sun Yee, et travaille à rendre sa mère fière. Elle cache ses intérêts personnels à sa mère, comme le fait qu'elle et ses amis Miriam, Priya et Abby sont fans du boys band 4*Town. Un soir, lorsque Ming, qui est stricte, traditionaliste et surprotectrice, découvre le béguin de Mei pour Devon, le commis de la supérette locale, elle humilie sans le vouloir Mei en public.
Cette nuit-là, Mei fait un cauchemar saisissant impliquant des pandas roux. Quand elle se réveille le lendemain matin, elle est horrifiée car s'est transformée en un immense panda roux. Elle se cache de ses parents et découvre qu'elle ne se transforme que lorsqu'elle est dans un état de forte émotion. Lorsqu'elle reprend sa forme humaine, ses cheveux restent roux et elle va donc à l'école avec un bonnet. Ming croit d'abord que Mei connaît ses premières règles, mais apprend la vérité lorsqu'elle l'humilie à l'école, ce qui oblige Mei à se transformer et à rentrer chez elle dans la panique et les larmes.
Ming et Jin expliquent que Sun Yee a obtenu cette transformation pour protéger ses filles et son village en temps de guerre, et que toutes ses descendantes ont également eu cette capacité. Cela est devenu gênant et dangereux à l'époque moderne, de sorte que l'esprit du panda roux doit être scellé dans un talisman par un rituel la nuit d'une éclipse lunaire, la prochaine ayant lieu dans un mois. Les amies de Mei découvrent sa transformation, mais y prennent goût ; Mei se rend compte que se concentrer sur elles lui permet de contrôler ses émotions donc ses transformations.
Mei démontre à ses parents qu'elle parvient à maîtriser ses émotions. Ming permet à Mei de reprendre sa vie normale, mais refuse de laisser Mei assister au prochain concert de 4*Town. Après un nouvel incident durant lequel Mei se transforme dans les toilettes de son école, elle et ses amies décident de collecter secrètement de l'argent pour les billets du concert en exploitant la popularité du panda roux de Mei tout en prétendant à Ming qu'elles révisent les mathématiques ensemble. Pour amasser les 100 derniers dollars, Mei accepte d'assister à la fête d'anniversaire du caïd de l'école, Tyler, sous sa forme de panda roux. Lors de la fête, Mei est bouleversée de découvrir que le concert aura lieu le soir où elle doit subir le rituel. Dans sa rage, elle attaque Tyler quand il insulte sa famille. Ming découvre les activités de Mei et accuse ses amies de la corrompre et de profiter d'elle. Honteuse de ses actions et effrayée de tenir tête à sa mère, Mei ne parvient pas à prendre la défense de ses amies.
À la consternation de Ming, la grand-mère et les tantes de Mei arrivent pour aider au rituel de Mei. Alors que Mei se prépare, Jin trouve des vidéos qu'elle a enregistrées d'elle-même en tant que panda roux avec ses amies et lui dit qu'elle ne devrait pas avoir honte de ce côté d'elle-même. Pendant le rituel, alors que la forme de panda roux de Mei est sur le point d'être scellée, elle se rend compte que cela lui a permis de découvrir qui elle est réellement et décide de garder ses pouvoirs et abandonne le rituel pour assister au concert au SkyDome. En s'échappant, elle provoque une telle colère chez sa mère que le talisman de celle-ci se brise, libérant ainsi sa forme de panda roux. Au concert, elle se réconcilie avec ses amies et découvre que Tyler est aussi un fan de 4*Town. Enragée, Ming est devenue un panda roux de la taille d'un kaiju et vient interrompre le concert, dans l'intention de reprendre Mei par la force.
Mei et Ming se disputent, la jeune fille assomme accidentellement sa mère. La grand-mère et les tantes de Mei brisent volontairement leurs talismans pour utiliser leurs formes de panda roux afin de déplacer le corps géant de Ming et l'entraîner dans un nouveau cercle rituel. Les amies de Mei et les membres de 4*Town se joignent au chant pour terminer le rituel, envoyant Mei, Ming et les autres femmes sur le plan astral[Quoi ?]. Mei se réconcilie avec sa mère ; elle l'aide à réparer son lien avec sa propre mère, que Ming a accidentellement marquée au visage avec ses griffes de panda quand elle était jeune un jour de colère. Toutes les femmes de la famille renferment leurs pandas roux dans de nouveaux talismans, sauf Mei qui décide de garder le sien ; Ming accepte qu'elle trouve son propre chemin.
Plus tard, alors que la famille Lee collecte des fonds pour réparer les dommages causés au SkyDome lors de la « pandapocalypse de 2002 », la relation entre Mei et Ming s'est améliorée. Mei équilibre ses devoirs au temple - où son panda roux est maintenant une attraction - en passant du temps avec son groupe d'amis, qui inclut désormais Tyler.

## Fiche technique
Sauf indication contraire, les informations mentionnées dans cette section peuvent être confirmées par la base de données cinématographiques IMDb,  présente dans la section « Liens externes ».
- Titre original : Turning Red
- Titre français et québécois : Alerte rouge
- Réalisation : Domee Shi
- Scénario : Julia Cho et Domee Shi
- Musique : Ludwig Göransson
- Décors : Rona Liu
- Photographie : Mahyar Abousaeedi et Jonathan Pytko
- Montage : Steve Bloom et Nicholas C. Smith
- Production : Lindsay Collins
- Production exclusif : Pete Docter et Dan Scanlon
- Sociétés de production : Walt Disney Pictures et Pixar Animation Studios
- Société de distribution : Walt Disney Studios Motion Pictures
- Pays de production :  États-Unis
- Langue originale : anglais
- Format : couleur
- Durée : 99 minutes
- Genres : animation, aventure, comédie, fantastique, récit initiatique
- Date de sortie :
  - Monde : 11 mars 2022 sur Disney+
- Sortie en DVD et Blu-ray : 6 mai 2022

## Distribution

### Voix originales
- Rosalie Chiang : Meilin « Mei » Lee
- Sandra Oh : Ming Lee[2]
- Ava Morse : Miriam
- Hyein Park : Abby
- Maitreyi Ramakrishnan : Priya
- Orion Lee : Jin
- Wai Ching Ho : Grand-mère
- Tristan Allerick Chen : Tyler
- Lori Tan Chinn : Tante Chen
- Mia Tagano : Lily
- Sherry Cola : Helen
- Lilian Lim : Tante Ping
- James Hong : Mr. Gao
- Jordan Fisher : Robaire des 4*Town
- Finneas O’Connell : Jesse des 4*Town
- Topher Ngo : Aaron T. des 4*Town
- Grayson Villanueva : Tae Young des 4*Town
- Josh Levi : Aaron Z. des 4*Town
- Sasha Roiz : Mr. Kieslowski
- Addie Chandler : Devon
- Lily Sanfelippo : Stacy Frick

### Voix françaises
- Jaynelia Coadou-Keita : Meilin
- Yumi Fujimori : Ming, la mère de Meilin
  - Clara Quilichini : Ming jeune
- Lou Howard : Miriam
- Lana Ropion : Abby
- Leana Montana : Priya
- Xavier Thiam : Jin, le père de Meilin
- Isabelle Gardien : Grand-mère
- Aloïs Agaësse-Mahieu : Tyler
- Marie Bouvier : Tante Chen
- Nathalie Homs Hayat : Lily
- Nathalie Duong : Helen
- Laurence Huby : Tante Ping
- Christian De Smet : M. Gao
- Kylian Trouillard : Robaire des 4* Town
- Arthur Raynal : Devon, Tae Young et Jesse des 4*Town
- Tom Trouffier : Aaron T. et Aaron Z. des 4*Town
- Enrique Carballido : M. Kieslowski
- Lisa Caruso : Stacy Frick
- Coralie Thuilier, Camille Timmerman, Grégory Quidel, Agnès Cirasse, Meaghan Dendraël, Pénélope Siclay-Couvreur, Baptiste Marc, Anthony Carter : voix additionnelles

- Version française
  - Studio de doublage : Dubbing Brothers[7]
  - Direction artistique : Barbara Tissier
  - Adaptation : Franck Hervé

### Voix québécoises
- Emma Bao Linh Tourné : Meilin
- Mélanie Laberge : Ming
  - Ludivine Reding : Ming jeune
- Fanny-Maude Roy : Miriam
- Marguerite d'Amour : Abby
- Catherine Brunet : Priya
- Tristan Harvey : Jin, le père de Mei
- Sophie Faucher : Grand-mère
- Philippe Vanasse-Paquet : Tyler
- Élise Bertrand : Tatie Chen
- Rose-Maïté Erkoreka : Lily
- Manon Arsenault : Helen
- Valérie Gagné : Tatie Ping
- Daniel Lesourd : M. Gao
- Nicolas Bacon : Robaire des 4*Town
- Nicolas Poulin : Jesse des 4*Town
- Victor Naudet : Aaron T. des 4*Town
- Charles Sirard-Blouin : Tae Young des 4*Town et Devon
- Xiao-Yi Herman : Aaron Z. des 4*Town
- Alain Zouvi : M. Kieslowski
- Alice Déry : Stacy Frick
- Marine Guérin, Lhasa Morin, Élia St-Pierre, Charlotte St-Martin, Kim Jalabert, Paul Sarrasin, Fayolle Jean Jr., Kevin Houle, Johanne Garneau, Émilie Josset : voix additionnelles
  - Studio de doublage : Difuze inc.
  - Direction artistique : Valérie Bocher et Sophie Deschaumes
  - Adaptation : Franck Hervé (France)

## Promotion
Le 13 juillet 2021, la première bande-annonce du film est diffusée,. Elle reprend notamment le titre Larger Than Life des Backstreet Boys, sorti en 1999. Un nouveau poster est publié sur Internet, alors que le titre en français est finalement Alerte Rouge et en anglais Turning Red.
Le 17 novembre 2021, la deuxième bande-annonce officielle paraît,. Ce nouveau trailer reprend cette fois-ci le titre It's Gonna Be Me de l'ancien boys band américain NSYNC, sorti en 2000.
Le 7 janvier 2022, face à l'augmentation des cas de Covid-19 dus au Variant Omicron, la décision a été prise d'annuler la sortie du film au cinéma. Alerte Rouge sera finalement proposé sur la plateforme de streaming Disney+ le 11 mars 2022. Dans les pays où le service Disney+ n'est pas disponible, le film sortira en salles,.
Disney annonce que le film Alerte rouge de Pixar ne sortira pas dans les salles en Russie en raison de « la crise humanitaire tragique ».
Alerte Rouge est sorti en DVD et Blu-ray le 6 mai 2022.

## Distinctions

### Nominations
- Golden Globes 2023 : Meilleur film d'animation
- Oscars 2023 : Meilleur film d'animation